# Mi gioco la moglie... a Las Vegas
Mi gioco la moglie... a Las Vegas (Honeymoon in Vegas) è un film di Andrew Bergman del 1992, con protagonisti James Caan, Nicolas Cage e Sarah Jessica Parker.

## Riconoscimenti
- 1993 - Golden Globe
  - Nomination Miglior film commedia o musicale
  - Nomination Miglior attore in un film commedia o musicale a Nicolas Cage

## Trama
Jack Singer, di professione detective, è da tempo fidanzato con Betsy Nolan. Malgrado lei insista per sposarsi, lui temporeggia. Propone alla ragazza di andare a Las Vegas dove, essendo un ottimo pokerista, conta di vincere. A Las Vegas incontra Tommy Corman, un giocatore abilissimo. Singer perde una somma enorme, e l'avventuriero gli propone un patto: se Betsy, nella quale rivede la sua defunta moglie, trascorrerà con lui il week-end, il debito verrà annullato. Betsy accetta di partire in aereo con Tommy per un'isola delle Hawaii, dove lui possiede una splendida villa. Mentre Betsy inizia a cedere (Corman ha ormai cominciato a parlare di nozze, regalandole un anello), Tommy viene avvertito che Jack sta arrivando per riprendersi Betsy. Corman cerca di fermarlo e, mentre il giovane riesce a sbrigarsela, lascia credere alla ragazza che il fidanzato l'ha ceduta per pochi spiccioli. Umiliata, Betsy è  disposta a sposare Corman. Corman fa arrestare dalla polizia Singer, cui però un amico lontano con 500 dollari paga la cauzione. Pur di arrivare a Las Vegas (non ci sono voli per alcune ore), il detective sale a bordo di un aereo privato, su cui viaggia un gruppo di artisti-paracadutisti, gli Elvis Presley volanti, e partecipa al loro spettacolo, gettandosi al centro di Las Vegas, dove trova Betsy. Lei, venuta a conoscenza del raggiro di Tommy, decide di sposare il suo eterno fidanzato.